# Cucullanus rotundata
Cucullanus rotundata is een rondwormensoort uit de familie van de Cucullanidae. De wetenschappelijke naam van de soort is voor het eerst geldig gepubliceerd in 1859 door Molin.